# 新フォーラム

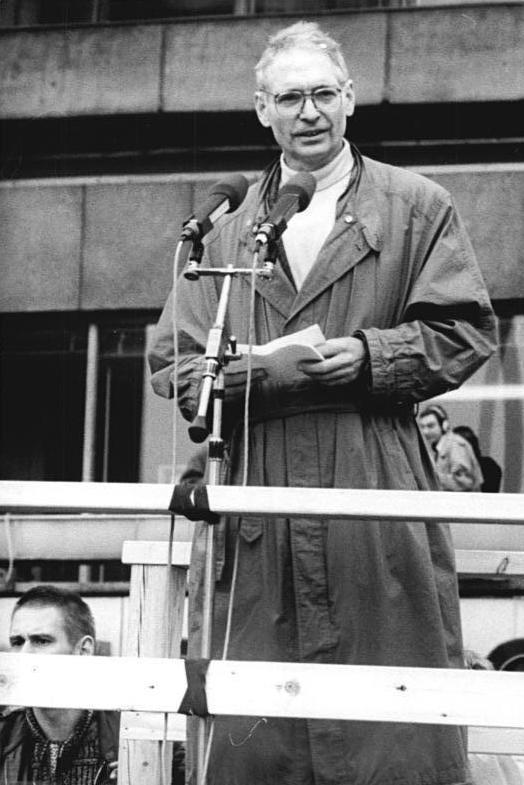
1989年11月4日、アレクサンダー広場で演説するJens Reich

新フォーラム（ドイツ語: Neues Forum）は、ドイツの市民団体、政治団体もしくは政党。ドイツ民主共和国（東ドイツ）の民主化運動のなかで結成された。

## 結成
1989年秋、エーリッヒ・ホーネッカー率いるドイツ社会主義統一党（共産党）の全体主義・権威主義体制をとっていた東ドイツも、ポーランド民主化運動やハンガリー民主化運動の影響を受けて変化が始まっていた。1989年5月、既に民主化を進めていたハンガリーがオーストリアとの間の国境線に会った鉄条網の撤去に着手し、鉄のカーテンが綻ぶと多くの東ドイツ国民が国外へ逃亡してハンガリー経由で西側へ出国する（汎ヨーロッパ・ピクニックを参照）などしたため、東ドイツの社会は動揺を始めていた。
新フォーラムはプロテスタント教会外の反体制運動としては、東ドイツで初の社会運動・市民運動であった。メンバーには ベアベル・ボーライ、ラインハルト・マイネル、イェーンス・ライヒらの平和運動の活動家が名前を連ね、宣言文 "Aufbruch 89 - Neues Forum" を公表し、人々の最大限の参加による社会の民主主義的な改革を求めた。9月19日に当局に登録を願い出たが、翌々日に「非合法」「反国家的」として却下された。しかし、これは逆に多くの人々の憤激を呼び、各地での抗議活動を誘発することとなった。

## デモの高揚から公認へ

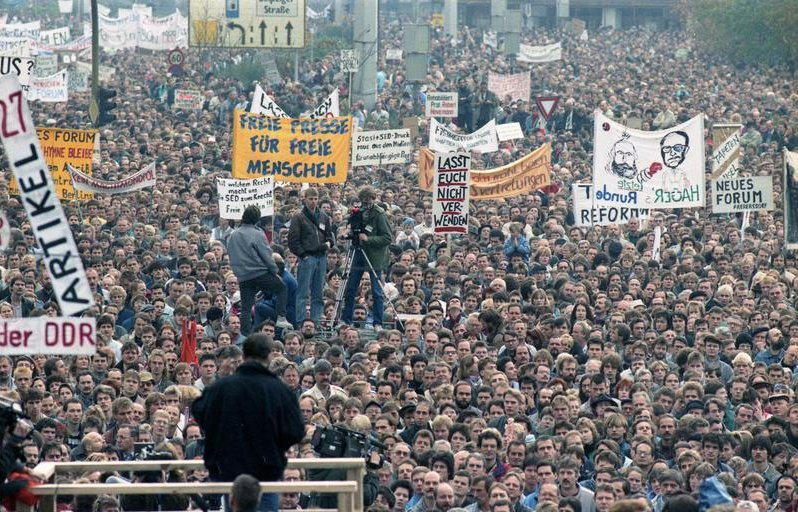
アレクサンダー広場を埋め尽くす群衆（1989年11月4日）。"NEUES FORUM"と書かれたプラカードを掲げている者もいる。

そうしたなか、建国40周年記念式典出席のために東ドイツを訪問したソ連共産党のミハイル・ゴルバチョフ書記長は10月7日に人民議会での演説でホーネッカー体制支持を明言せず、事実上の不支持を打ち出したとみられた。これを受けてライプツィヒでは月曜デモが盛り上がりを見せ、ホーネッカーはこれを弾圧しようとして果たせず、10月18日に退陣を余儀なくされた。続いて政権の座に就いたエゴン・クレンツも、民主化の盛り上がりに有効な対策を打ち出せなかった。こうして東ドイツの至るところで民主化を求める大規模なデモが行われ、11月4日には首都ベルリンのアレクサンダー広場を100万人とも言われた群衆が埋め尽くした。こうした騒然とした情勢のなか、ついに11月8日に社会主義統一党が初の在野団体として新フォーラムを公認した。翌11月9日の深夜にはベルリンの壁が崩壊している。

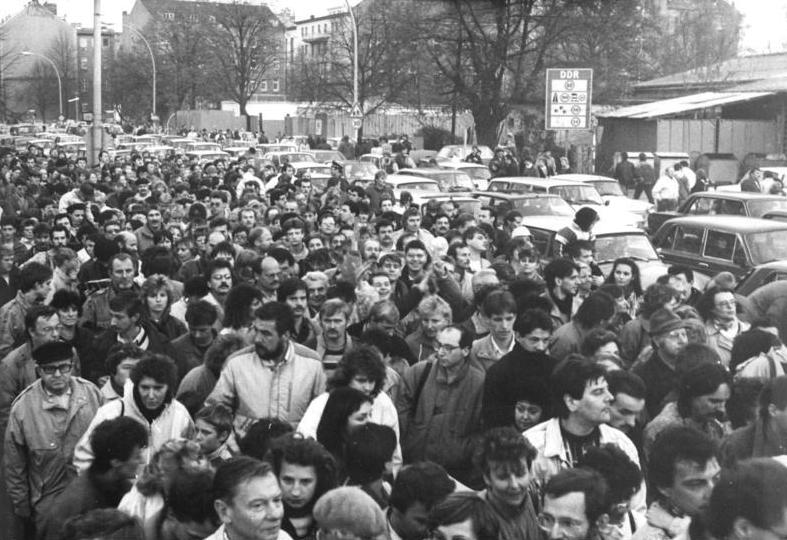
東西ベルリンの検問所に詰めかけた東ベルリン市民（1989年11月10日）

## 急速な成長と分裂
新フォーラムは東ドイツの民主化を求める市民団体の中核となって、急速に成長した。1989年末には正式メンバーは1万人、宣言文への賛同者は20万人を数えた。しかし、この頃から政治への距離をめぐって、政治団体もしくは政党となるか、草の根運動として市民団体に留まるか、草の根民主主義のあり方をめぐって内部論争が起きてきた。また社会主義に対する姿勢も、中道左派的な社会民主主義・民主社会主義に近い路線を採るか（だが、この場合は再建されたドイツ社会民主党との競合を余儀なくされる）、西側の自由主義・資本主義導入をめざすかで対立が生じていた。後者のグループ（東ドイツ南部に多かった）は1990年1月、中道右派・自由主義的なドイツ・フォーラム党を結成して分裂してしまう。

## 初の自由選挙での失速
2月、初の自由選挙となる人民議会選挙を前に、新フォーラムは民主主義を今（Demokratie Jetzt）、平和と人権イニシアティヴ（Initiative Frieden und Menschenrechte）と3市民団体が連合する形で選挙連合として同盟90を結成した。しかし、この頃には人々の関心は東ドイツの民主化という政治的なものから西ドイツとの統一という生活面・経済面に急速に移りつつあり（このため人々の支持はドイツキリスト教民主同盟に向かった）、東ドイツの民主化に重点を置いた新フォーラムや同盟90の主張は埋没してしまう。また中道左派的な主張もドイツ社会民主党と競合することとなった。その結果、同盟90は人民議会選挙で 2.9％、12議席の獲得にとどまり、以後は東ドイツおよびドイツ再統一における発言力は限定的なものとなってしまった。

## その後
東西ドイツ再統一後の12月2日の連邦議会選挙では、再統一の熱狂によるナショナリズムの高まりのなか、同盟90と東ドイツ緑の党は統一名簿として8名の当選にとどまった。ドイツ再統一後、1993年に同盟90が緑の党と合流し「同盟90/緑の党」となったことにともない、新フォーラムのメンバーも多くはここに加わったが、ヨアヒム・ガウクのように政治から距離を置いた者や身を引いた者、また政党としての緑の党に合流することをよしとせずフォーラムに留まった者もあり、そのため現在でも新フォーラムは存続している。しかし連邦議会総選挙や各州議会議員選挙で議席を得ることはできない状態で、いくつかの自治体に議席を有するのみの、旧東ドイツ地域のミニ政党となっている（一部には新フォーラムに理解を示す首長もいる）。主義主張としては非暴力の草の根運動を継承して、あらゆる全体主義、排外主義、ネオ・ファシズム、スターリン主義、軍国主義、反ユダヤ主義、性差別、人種差別などへの強い反対を訴えている。